# 夏夜秘密
《夏夜秘密》，為泰國GMM 25與Viu於2024年8月5日起播出的愛情電視劇。由普文諾·唐薩宇恩（Phuwin）、納塔猜·布恩普拉瑟（Dunk）、娜查·車丹（Parn）及帕茜迪·佩蘇緹（Lookjun）主演。
此劇由GMMTV製作，並在2023年10月GMMTV的「UP&ABOVE」Part 1新戲發佈會上公開先導預告片。其後，此劇於2024年8月在GMM 25電視台及Viu首播，同年10月終映。

## 演員陣容
註：括號內的演員及角色姓名為小名。

### 主要人物
- 普文諾·唐薩宇恩（Phuwin）飾演 Nontharat Phuwananon（Lune）
- 納塔猜·布恩普拉瑟（Dunk）飾演 Thiwakorn Phonkitkamol（White）
- 娜查·車丹（Parn）飾演 Darika Jittraphiphatkul（Star）
- 帕茜迪·佩蘇緹（Lookjun）飾演 Irin Phrimkittikorn（Ivy）

### 其他人物
- 普提帕·普拓纳莫猜（Ryu）飾演 Jewel
- 波特瑪·漢莎（Java）飾演 Tan
- 普蕾寬·彭莎袞（Bimbeam）飾演 Sera
- 妮查帕·普雷琵拉袞（Mymé）飾演 Natnicha Thararat（Nana）
- Tui Kiatkamol Lata 飾演 Alex
- 普莉雅苏达·阿卡拉斯丽莎瓦（Amm）飾演 Duean

## 劇集原聲帶
| 《夏夜秘密》劇集原聲帶 | 《夏夜秘密》劇集原聲帶        | 《夏夜秘密》劇集原聲帶 | 《夏夜秘密》劇集原聲帶 |
| 曲序                   | 曲目                          | 演唱者                 | 时长                   |
| ---------------------- | ----------------------------- | ---------------------- | ---------------------- |
| 1.                     | รักก็คือรัก（No Doubt）（主題曲） | 普文諾·唐薩宇恩        | 3:01                   |

## 外部連結
- GMM25官方網站 （页面存档备份，存于）（泰文）
- GMMTV官方網站（泰文）
- YouTube上的《夏夜秘密》播放列表
- MyDramaList劇集介紹及劇評 （页面存档备份，存于）（英文）
- 豆瓣电影上《夏夜秘密》的資料 （简体中文）